# 聖徒
聖徒（せいと）は、聖書におけるヘブライ語: קְדֹשָׁ֖יו, ギリシア語: ἅγιοι, 英語: Saintに対応するプロテスタントでの訳語。新共同訳聖書では「聖なる者」と訳されている。

## 聖書における「聖徒」
プロテスタント以外でも使われる日本聖書協会の口語訳聖書、正教会が使用する日本正教会訳聖書、かつてカトリック教会の使われていたバルバロ訳聖書においても、「聖徒」の訳語自体は使われている（たとえば『ローマの信徒への手紙』8章27節）。聖人崇敬を行う教派においては"ἅγιος (ἅγιοι)" につき、「信徒」「聖人」両方の語義があるが、新約聖書における語については、信徒を指すものとして解釈している。
旧約聖書ではヘブライ語の申命記33章3節、詩編16章3節および34章9節、ダニエル書8章24節、アラム語のダニエル7章18-29節である。
使徒行伝9章13、32、41節および26章10節、ローマ1章7節、第一コリント1章2節、第二コリント1章1節、エフェソ1章1節は、クリスチャンを聖徒と呼んでいる箇所として認められている。ただし、マタイによる福音書27章52節は旧約時代の聖徒である。

## 教派による語義
改革派教会以降のプロテスタントは正教会・東方諸教会・カトリック教会などにある聖人崇敬を否定し、すべてのクリスチャンが聖徒であるとする。また地上にいるキリスト者についても用いられる語であり、天に召されたキリスト者に限定して使う語ではない。
カトリックやプロテスタントなどの西方教会で信仰告白に用いられる使徒信条の中に「聖徒の交わり」という言葉が出てくる。かつて第2バチカン公会議以前のカトリック教会では、プロテスタントと異なる神学や聖人崇敬を反映して「聖徒」を聖人の意味に捉えて「諸聖人の通功」と訳していたが、現在は『カトリック教会のカテキズム』などの要理書等も含めてすべて「聖徒の交わり」に改められ、聖人だけでなく死者も含めたすべての信徒と解釈している。